# وينستون كرايغ
وينستون كرايغ (بالإنجليزية: Winston Craig)‏ هو لاعب كرة قدم أمريكية أمريكي، ولد في 25 يوليو 1995 في غرينزبورو في الولايات المتحدة.